# مسرشميت مي 329
مسرشميت مي 329 (Messerschmitt Me329) مشروع  طائرة مقاتلة ثقيلة وطائرة هجومية أرضية، تم تطويرها بحلول نهاية الحرب العالمية الثانية. كانت منافسًا وخليفة محتملًا لـ مي 410. مثل مي 265، استخدمت مي 329 تصميم جناح طائر متقدم. وتضمنت المميزات المتقدمة الأخرى جلوس الطيار والملاح جنبًا إلى جنب تحت قمرة قيادة على شكل فقاعة، ومدفع خلفي يتم التحكم فيه عن بعد في الذيل. بالرغم من التصميم المستقبلي، فإن التحسن في الأداء مقارنة بـ مي 410 كان قليلاً. حظي التطوير بأولوية منخفضة، في حين تم اختبار طائرة شراعية كاملة الحجم في مدينة ريشلين في شتاء 1944/1945، تم إلغاء العمل في المشروع بعد فترة قصيرة.

## المواصفات (تقديرية)
البيانات من Luftwaffe secret projects: ground attack & special purpose aircraft 
الخصائص العامة
- طاقم: 2
- طول: 7.715 م (25 قدم 4 بوصة)
- باع الجناح: 17.5 م (57 قدم 5 بوصة)
- ارتفاع: 4.74 م (15 قدم 7 بوصة)
- مساحة الجناح: 55 م2 (590 قدم2)
- الوزن فارغة: 6,950 كـغ (15,322 رطل)
- الوزن الإجمالي: 12,150 كـغ (26,786 رطل)
- محركات: 2 × Daimler-Benz DB 603G V-12 inverted liquid-cooled piston engines 1,745 PS (1,721 حصان؛ 1,283 كـو)
- مراوح: 3-ريشة constant-speed pusher propellers

أداء
- السرعة القصوى: 685 كم/س (426 ميل/س؛ 370 عقدة) at 7,000 م (23,000 قدم)
- مدى: 2,520 كـم (1,566 ميل؛ 1,361 nmi)
- سقف الخدمة: 12,500 م (41,010 قدم)

تسليح

- مدفع رشاش:

- 2 × 20 mm MG 151/20 cannons,
- 4 × 30 mm (1.18 in) مدفع أم كيه 108s,
- 1 × MK 114 forward firing in fuselage nose
- 1 × 20 mm MG 151/20 rearward-firing

- القنابل:

- internal bomb load of up to 1,000 kg (2,205 lb)